# Waitzendorf (Gemeinde Schrattenthal)
Waitzendorf ist eine Ortschaft und eine Katastralgemeinde der Stadtgemeinde Schrattenthal im Bezirk Hollabrunn in Niederösterreich. Die Ortschaft hat 201 Einwohner (Stand 1. Jänner 2024). Bis Ende 1971 war Waitzendorf eine eigenständige Gemeinde.

## Geografie
Das im Westen des Beckens von Obermarkersdorf unmittelbar am Abfall des Waldviertels liegende Dorf erstreckt sich nach Osten, wo je eine Straße nach Schrattenthal und nach Obermarkersdorf führt.

## Geschichte
Laut Adressbuch von Österreich waren im Jahr 1938 in der Ortsgemeinde Waitzendorf ein Gastwirt, zwei Gemischtwarenhändler, ein Schmied, ein Tischler, ein Wagner und ein Weinhändler ansässig.
Mit 1. Jänner 1969 wurden im Zuge der Niederösterreichischen Kommunalstrukturverbesserung die bis dahin selbständigen Gemeinden Obermarkersdorf und Waitzendorf mit Schrattenthal fusioniert.

## Kultur und Sehenswürdigkeiten
- Katholische Pfarrkirche Waitzendorf Hl. Dreifaltigkeit
- Europa-Warte St. Benedikt: 1980 errichteter und 2018 umfangreich sanierter, 26 Meter hoher Aussichtsturm auf dem nordwestlich liegenden Schafberg[4]

## Freizeitanlage Waitzendorf
Die Freizeitanlage im Südosten des Ortes Waitzendorf verfügt über ein Plantschbecken, eine Kneipp-Anlage und einen Spielplatz mit mehreren Geräten.